# XaviXPORT

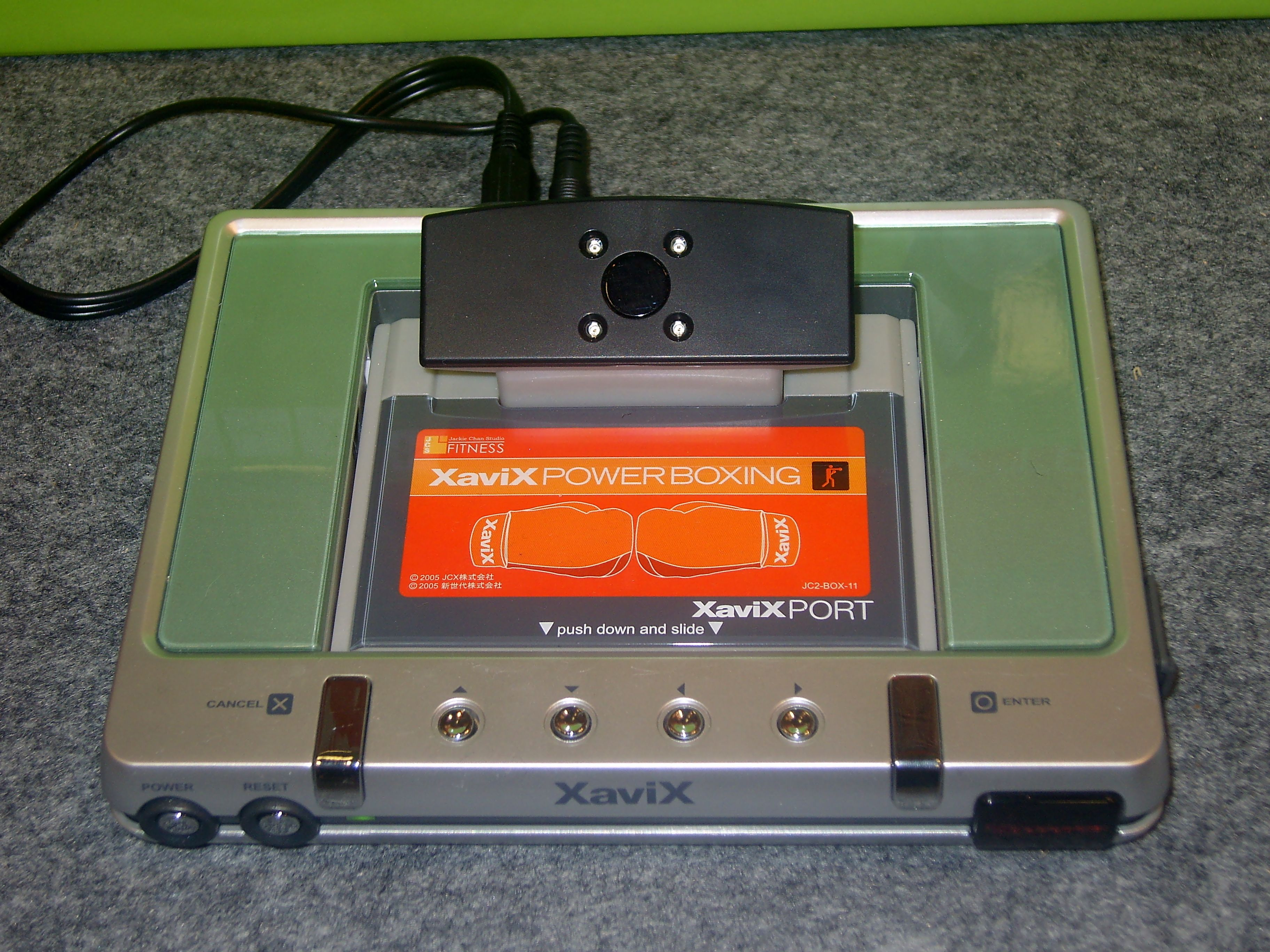
XaviXPORT主機

XaviXPORT是一種以運動為主要訴求的電視運動娛樂主機，這項產品是由日本新世代株式會社於2004年在北美地區發行並且請成龍代言。2005年在日本發行，2006年引進香港發行，2008年1月由恆隆行引進台灣銷售。